# إشتفان زولت
إشتفان زولت (بالمجرية: Zsolt István)‏ هو لاعب كرة قدم وحكم كرة قدم مجري، ولد في 21 يونيو 1921 في بودابست في المجر، وتوفي بنفس المكان في 7 مايو 1991.

## روابط خارجية
- إشتفان زولت على موقع Soccerway.com (الإنجليزية)
- إشتفان زولت على موقع أوليمبيديا (الإنجليزية)